# Madonna/luder-komplekset
Indenfor psykoanalytisk litteratur er et Madonna/luder-kompleks den manglende evne til at fastholde seksuel ophidselse i et fast, kærligt forhold. Det blev første gang identificeret af Sigmund Freud, under betegnelsen psykisk impotens. Dette psykologiske kompleks siges at udvikle sig i mænd, som ser kvinder som enten helgenagtige Madonnaer eller fornedrede prostituerede. Mænd med komplekset begærer en seksualpartner, som er blevet fornedret (luderen), mens de ikke kan begære den respekterede partner (Madonnaen). Freud skrev: "Hvor sådanne mænd elsker har de intet begær, og hvor de begærer kan de ikke elske." Den kliniske psykolog Uwe Hartmann skrev i 2009 at komplekset stadig "er meget fremherskende i nutidens patienter".
Begrebet bruges også i populærkultur, omend somme tider med en smule anderledes betydninger.